# Acanthostracion
Acanthostracion is een geslacht van straalvinnige vissen uit de familie van de koffervissen (Ostraciidae). De wetenschappelijke naam van het geslacht is, als naam voor een ondergeslacht van Ostracion, voor het eerst gepubliceerd in 1865 door Pieter Bleeker. De groep werd in 1980 door James Tyler opgewaardeerd tot geslacht.

## Soorten
- Acanthostracion guineensis (Bleeker, 1865)
- Acanthostracion notacanthus (Bleeker, 1863)
- Acanthostracion polygonius (Poey, 1876)
- Acanthostracion quadricornis (Linnaeus, 1758)
- Acanthostracion polygonia Poey, 1876 onjuiste spelling voor A. polygonius
- Acanthostracion poligonos Poey, 1876 onjuiste spelling voor A. polygonius
- Acanthostracion tricornis (Linnaeus, 1758) = Acanthostracion quadricornis